# Stazione di Lisbona Alcântara Mar
La stazione di Lisbona Alcântara-Mar è una stazione di interscambio e collegamento tra la ferrovia di Cascais e la linea di Cintura, a servizio della Freguesia di Alcântara, a Lisbona, in Portogallo. Fu il terminale provvisorio della linea di Cascais; fu inaugurata il 6 dicembre 1890.

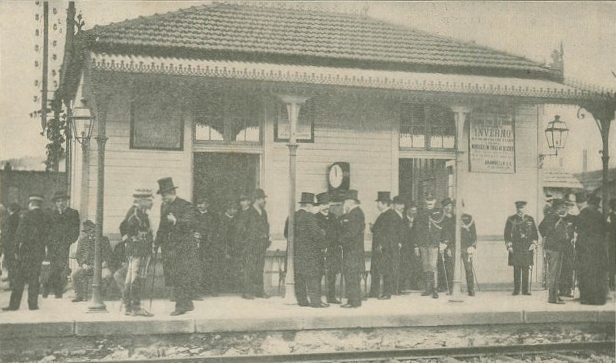
Stazione di Alcântara-Mar agli inizi del XX secolo

## Storia
Il 9 aprile 1887 la Companhia Real dos Caminhos de Ferro Portugueses ottenne la concessione per costruire una ferrovia lungo il fiume Tago, tra la Stazione di Lisbona Santa Apolónia alla zona di Alcântara con possibilità di prolungamento a Cascais.
La ferrovia di Cascais fu inaugurata il 30 settembre 1889 all'inizio solamente tra Pedrouços e Cascais; Alcântara Mar fu collegata dal 6 dicembre 1890.
Il collegamento per Alcântara Terra fu aperto il 10 agosto 1891.